# اوسپنکا (شهرستان آرخانگلسکی، باشقیرستان)
اوسپنکا (به لاتین: Uspenka) یک منطقهٔ مسکونی در روسیه است که در باشقیرستان واقع شده‌است.